# خيو سامبان
خيو سامفان (بالخميرية: ខៀវ សំផន)‏، (ولد في 27 يوليو 1931)، كان رئيسًا لجمهورية كمبوتشيا الديمقراطية، التي أصبحت الآن مملكة كمبوديا، بين عامي 1976 و 1979. كواحد من أبرز الشخصيات الحكومية التي تمثل الخمير الحمر، كان أحد الرجال الأقوياء الحركة، على الرغم من أن الزعيم الرئيسي كان في الواقع بول بوت، والذي لعب دورا في توسيع سلطته. في عام 2014، حكم على نيون شيا بقضاء حياتهم كلها في السجن.

## روابط خارجية
- خيو سامبان على موقع IMDb (الإنجليزية)
- خيو سامبان على موقع الموسوعة البريطانية (الإنجليزية)
- خيو سامبان على موقع مونزينجر (الألمانية)